# OpenSPARC

OpenSPARC開放原碼社群網站

OpenSPARC是一個開放原始碼（Open Source）專案，該專案於2005年12月由昇陽電腦所發起成立，成立之初先由該公司釋出UltraSPARC T1處理器在電路設計上的原始程式碼（Source Code），如此可以使軟硬體的開發設計者（及開發商）能更快速容易的取得該處理器的架構原理與相關技術資料，進而更快開發出呼應支援此架構的軟硬體應用及產品。
此外，OpenSPARC專案也類似一個開發設計的服務社群，除了可以共享技術資料外，相互之間也可就研發上的技術難題與經驗進行討論，甚至是測試驗證等的交流。
雖然2005年底就已提案成立，不過一直等到2006年3月21日，昇陽電腦才正式釋出（Release）UltraSPARC T1處理器的程式碼，程式碼是以Verilog的硬體描述程式語言所撰寫成，不過昇陽電腦對於程式碼的開放有其限度，僅開放暫存器轉化層（Register Transfer Level，RTL）的程式，雖不足以用此程式碼來研製UltraSPARC T1處理器，但這也已經足夠讓開發設計者用來開發、驗證相容於UltraSPARC T1處理器架構的的軟硬體。除了程式碼與相關技術資料的開放外，也提供許多免費的開發工具軟體，或驗證測試之用的工具軟體。

## 專案社群的會員
目前該社群的較知名會員有：Aurora VLSI、Aldec、Synopsys、World 45 Ltd.、SimplyRISC、Time-to-Market公司，及聖克魯茲加州大學（The University of California at Santa Cruz）。

## 相關參考
- SPARC -（Scalable Processor ARChitecture）具擴展延伸性的處理器架構
- UltraSPARC T1
- UltraSPARC T2

## 相關參見
- 開源硬件
- （英文） OpenSPARC Internals（页面存档备份，存于） （PDF）- 國際標準書號： ISBN 978-0-557-01974-8

## 外部連結
- OpenSPARC社群網站（页面存档备份，存于） - （英文）

- UltraSPARC T1的原始程式碼（页面存档备份，存于） - （英文）

- UltraSPARC T1的技術規格（页面存档备份，存于） - （英文）

- UltraSPARC T2的原始程式碼（页面存档备份，存于） - （英文）

- UltraSPARC T2的技術規格（页面存档备份，存于） - （英文）